# 제임스타운 (버지니아주)
제임스 타운(Jamestown) 은 그레이트브리튼 아일랜드 연합 왕국(영국)이 북아메리카 버지니아 식민지 내에 건설한 최초 영국 식민지다. 1607년 5월 24일 런던 회사가 제임스 1세 이름을 따서 제임스 요새로 설립했으며, 로어노크 식민지를 포함한 초기 여러 번 실패 이후에 1610년 잠깐 버려졌다가 영국 식민지가 되었다. 제임스타운은 1616년부터 1699년까지 83년간 식민지의 수도 역할을 하였다. 현재 행정구역 상 버지니아주에 속한다.

## 역사

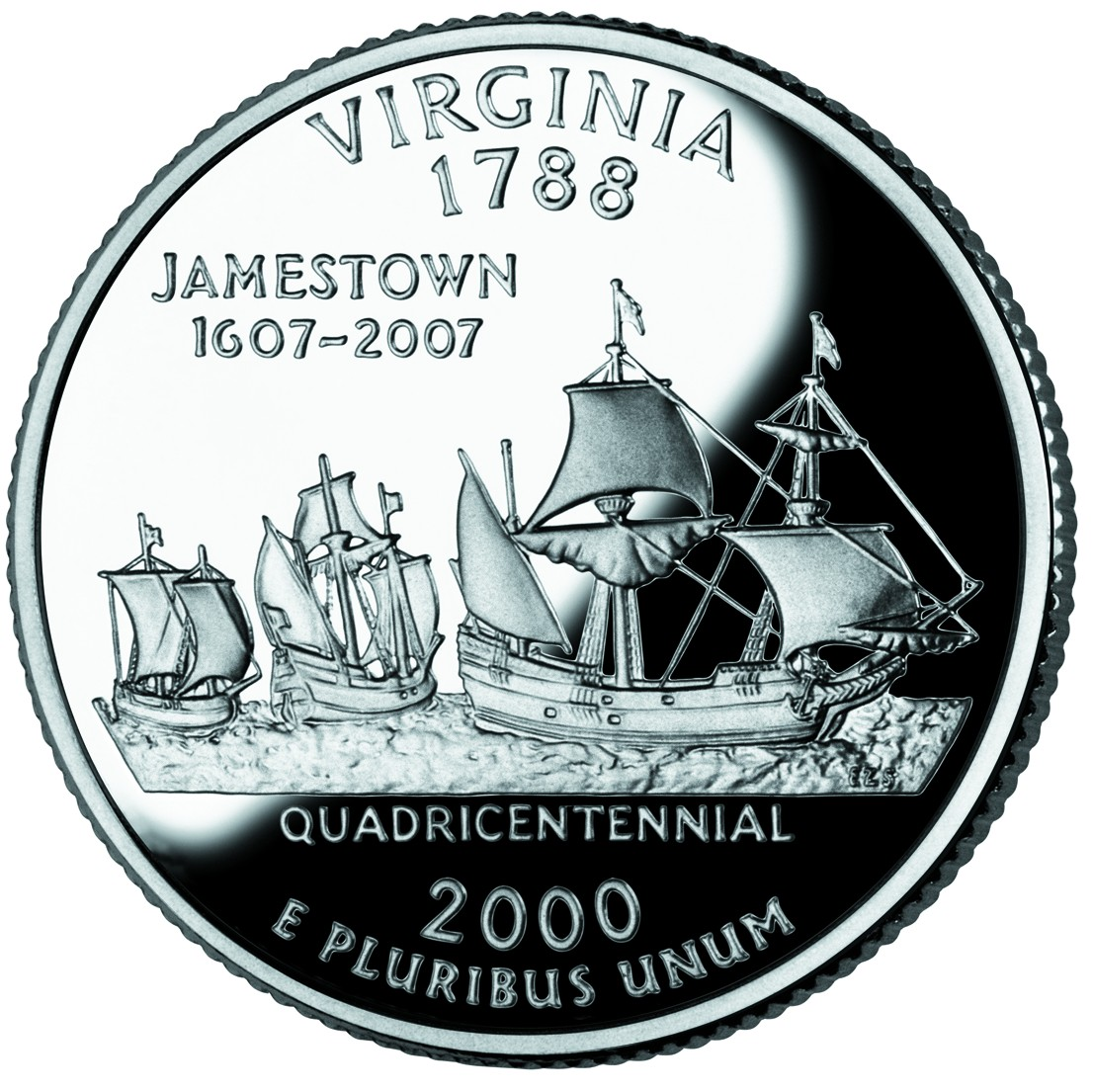
2000년 미국에서 발행된 버지니아주 기념 쿼터 주화로, 갓스피드호와 제임스타운 거주지 건설을 소재로 하고 있다.

제임스타운은 그레이트브리튼 아일랜드 연합 왕국 정부가 건설한 게 아니었다. 이 식민지를 건설한 것은 이윤을 추구하는 회사였다. :24 1604년 4월에 설립한 버지니아 회사는 투자 위험 회피에 관심이 없었다. 런던 회사(후일 버지니아 회사로 변경)는 굶주림이나 보안관을 피해 온 사람들을 모집했다. 하지만 거기에는 젠트리 계층의 모험가도 있었고, 요먼(yeoman) 가문의 젊은 자제도 종종 섞여 있었다. 1606년, 영국 왕 제임스 1세의 특허장을 하사받은 런던 회사는 신속하고도 과단성 있게 움직여 버지니아로 향할 탐험대를 출범시켰다. 1606년 12월:28 혹은 1607년 초에:65 144명이 세 척의 배 (수전 콘스턴트 (Susan Constant) 호(號), 갓스피드(Godspeed) 호(號), 디스커버리(Discovery) 호(號))에 승선하여 영국을 떠나 1607년 4월 26일 체서피크 만에 닿았다.:28 이 항해에서는 오직 104명만이 살아 남았다. 체서피크 만에서 제임스 강(그들 스스로 이름지었다.)을 따라 올라갔다.:65 1607년 그들은 이곳에 영국 왕 제임스 1세 이름을 따서 제임스타운이라는 식민지를 지었다.
이 회사의 첫 아메리카 전진 기지였던 제임스타운은 현재 남은 게 거의 없다. 비록 그곳이 아메리카에서 성공한 첫 영국 식민지로 불리는 것이 옳을지라도, 그곳에서도 로어노크의 불운한 전철을 거의 다 겪었다. :112 제임스타운의 초기 삶은 가혹했다. 그들은 원주민으로부터 안전할 것으로 예상하고 내륙을 선택했다. 그러나 잘못된 선택이었다. 그 지역은 낮고 습한데다 주변에는 숲이 우거져 있었으며, 막강한 인디언 부족의 영역과 맞닿아 있었다. 결과적으로 최악의 재앙을 불러올 수도 있는 곳이었다.:65 질병, 해충, 내부반란이 만연하였으며 식량과 보급품은 항상 부족해 겨울이면 잔인한 굶주림 때문에 고통받아야 했다. 1607년 5월 백여 명이던 제임스타운의 주민은 그해 9월에 반으로 줄어들었다. 1년 만에 정착인의 70%가 사망하면서 제임스타운은 실패한 전 식민지인 로어노크 식민지의 수순을 밟아가는 듯하였다. 1609년 12월 제임스타운의 영국인은 220명이었지만, 이듬해 봄이 찾아왔을 때 생존자는 60명에 불과했다. 식량 부족이 주원인이었다. 배고픔을 견디다 못한 한 남자가 아내를 잡아 먹은 일도 있었다. 나중에 그는 화형에 처해졌다. :29
취락지는 14,000명 원주민을 가진 포우하탄의 영토인 체나코마치로 알려진 정치 단체의 영토 내부에 있었다. 원주민들은 처음에는 식민지 사람들을 연회와 담배 의식을 통해 환영했으며, 중요한 식량과 식민지 주민으로 생존할 수 있도록 지원하였다. 존 스미스 대위 지휘 아래 정착인들은 인디언들에게 담배 재배법을 배워 경작, 영국에 수출하여 많은 돈을 벌게 되었다.
새로운 이주민들과 관계는 꽤나 빨리 틀어져 3년간 전쟁으로 파스파헤 종족은 멸족되었다.

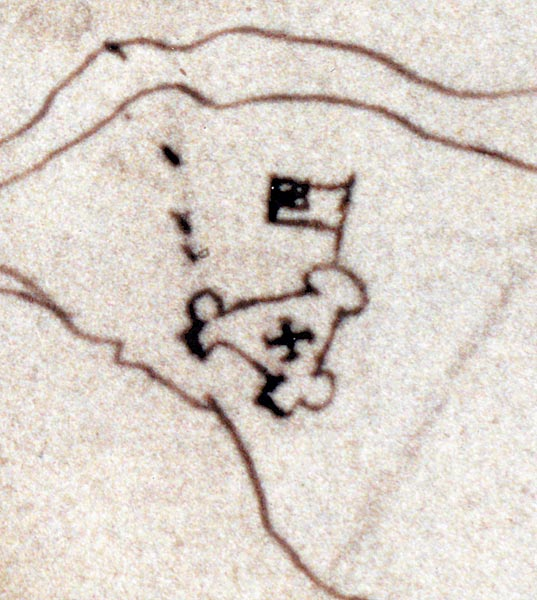
식민지 지도에 표시된 제임스타운

제임스 타운이 설립되고 1년 이내에, 버지니아 회사는 취락지를 발전시키기 위해 도움을 줄 수 있도록 폴란드 인과 네덜란드 인들을 식민지로 데려왔다. 1619년 서류로 기록된 최초의 흑인 노예들이 제임스타운으로 끌려왔다. 현대 미국에서의 노예 제도라는 개념이 시작된 것은 1660년부터이다.
식민지가 건설된 12년 후, 제임스타운에는 남자가 압도적으로 많았다. 버지니아 회사가 신세계에 생존이 가능한 식민지를 건설하는 데 우선적으로 힘을 쏟은 결과였다. 회사는 1619년 처음으로 배 한 척에 모두 90명의 여성을 싣고 왔다. 오랫동안 여성과의 관계를 원해 온 이주민 총각들은 한사람당 약 60킬로그램의 담배를 내고 앞 다투어 이들을 아내로 데려갔다. :35
1634년 그 식민지가 원래 8개의 버지니아 샤이어가 되었을 때, 제임스타운은 제임스 시티 샤이어에 위치하게 되었다. 런던 회사의 두 번째 개척지인 버뮤다의 세인트조지스는 영국이 신세계에서 개척한 가장 오래된 도시 터로 주장하고 있으며, 뉴런던으로 1612년 공식적으로 설립되었다. 그에 반해 버지니아에 있는 제임스 요새는 1619년이 되어서야 제임스 타운으로 전환되었으며, 게다가 오늘날에는 남아 있지도 않다. 1699년 수도가 제임스 타운에서 오늘 날의 윌리엄스버그로 이전되었으며, 그 이후 정착지로서의 기능은 중지되었고, 오늘날에는 유적지만 남아 있다.
제임스타운의 성공은 많은 영국인들에게 새로운 경제적 기회로 비춰졌으며, 이후 약 백여년 동안 많은 영국인들이 북아메리카 동남부로 이주하는 계기가 되었다. 그러나 제임스타운과 이후 그 근처에 건설된 식민지의 대부분은 북부의 청교도 정착지들과 달리 경제적인 목적을 위해 건설되었기 때문에 후에 미국 북부 사람들과 문화적인 마찰을 빚게 되는 원인 중 하나가 된다.
오늘날, 제임스타운은 버지니아 식민지 역사 삼각지를 구성하는 세 곳 중의 하나이며, 나머지는 윌리엄스버그와 요크타운을 일컫는다. 제임스타운 유적지는 제임스타운 국립 유적지(국립 식민지 역사 공원의 일부로)와 프리저베이션 버지니아 공동의 노력으로 제임스타운 섬 위의 사적지로 만들어졌다. 살아있는 역사 해설지인 제임스타운 거주지는 제임스타운 요크타운 재단과 버지니아주 합동으로 운영된다.

## 정착(1607-1705)
비록 스페인과 포르투갈이 신세계의 거점을 빨리 세우려고 재빨리 움직였지만, 다른 유럽 국가들은 더 천천히 움직였다. 존 캐벗이 탐험을 마친 후 수십 년이 지나서야 영국은 식민지 설립을 시도했다. 초기의 노력들은 실패로 돌아갔으며, 1590년에 흔적도 없이 사라진 로어노크 식민지가 대표적인 사례였다.

### 도착과 초창기(1607-1610)
1606년 후반기, 런던 버지니아 회사의 인허가권을 가지고 신세계에 식민지를 설립하기 위해 영국의 회사들이 항해를 시작했다.

## 문화적 영향
- 디즈니의 애니메이션 포카혼타스는 제임스타운에서 실제로 있었던 일이다. 다만, 역사적 오류를 지적하자면 포카혼타스는 존 스미스 대위가 아닌 존 롤프와 결혼하였다. 포카혼타스와 존 롤프가 살아있는 동안 인디언 부족들과 제임스타운은 평화로운 관계를 유지하였다.